# Этоша (солончак)
Это́ша (Этоша-Пан, Этоша-пан; англ. Etosha pan) — солончак, представляющий собой высохшее озеро на севере Намибии.
В переводе с языка нама название солончака означает «большое пустое пространство».
Длина солончака около 130 км, ширина — около 50 км, площадь — около 4800 км².
Этоша расположен на высоте 1065 (1030) м над уровнем моря в обширной бессточной впадине на северо-западной окраине пустыни Калахари. В дождливый период солончак частично покрывается водой и илом, приносимых сетью временных водотоков. Раньше на месте солончака было огромное озеро, питаемое рекой Кунене. Со временем климат стал более засушливым, а течение Кунене сместилось в сторону Атлантического океана, что привело к постепенному усыханию озера и превращению его в солончак.
Европейцы открыли Этошу в 1851 году, когда экспедиция сэра Фрэнсиса Гальтона и Карла Юхана Андерссона достигла этих мест. У восточной окраины солончака находится бывший германский форт — Намутони, построенный во времена Германской Юго-Западной Африки.
Этоша и прилегающая территория саванны входят в состав одноимённого национального парка, одного из крупнейших в Намибии; солончак при этом занимает примерно 23 % территории парка. Этоша включен в состав водно-болотных угодий, охраняемых Рамсарской конвенцией. Солончак полностью окружён экорегионом редколесий мопане.
В солончак впадает пересыхающая река Кувелаи.